# Judy Collins Sings Leonard Cohen: Democracy
Judy Collins Sings Leonard Cohen: Democracy è un album in studio della cantante statunitense Judy Collins, pubblicato nel 2004.
Si tratta di un album tributo a Leonard Cohen.

## Tracce
1. Democracy – 6:55
2. Suzanne – 4:23
3. A Thousand Kisses Deep – 5:42
4. Hey, That's No Way to Say Goodbye – 3:34
5. Dress Rehearsal Rag – 5:23
6. Priests – 4:58
7. Night Comes On – 4:03
8. Sisters of Mercy – 2:34
9. Story of Isaac – 3:33
10. Bird on a Wire – 4:40
11. Famous Blue Raincoat – 5:37
12. Joan of Arc – 5:57
13. Take This Longing – 5:26
14. Song of Bernadette – 4:13